# Orhan Eyüboğlu
Orhan Eyüboğlu (Alternativname: Orhan Eyüpoğlu; * 1915 (nach anderen Angaben: 1918) in Hopa, Osmanisches Reich; † 30. November 1980) war ein türkischer Politiker der Cumhuriyet Halk Partisi (CHP), der unter anderem zwischen 1961 und dem Militärputsch 1980 Mitglied der Großen Nationalversammlung der Türkei sowie 1977 und von 1978 bis 1979 stellvertretender Ministerpräsident war.

## Leben
Orhan Feruk Eyüboğlu, Sohn von Osman Nuri und Saadet Eyüboğlu, absolvierte ein Studium der Rechtswissenschaften an der Universität Istanbul und war nach dessen Abschluss als Verwaltungsbeamter und als Rechtsanwalt tätig. Am 25. Oktober 1961 wurde er für die Republikanische Volkspartei CHP (Cumhuriyet Halk Partisi) im Wahlkreis „Istanbul“ erstmals zum Mitglied der Großen Nationalversammlung TBMM (Türkiye Büyük Millet Meclisi) gewählt und gehörte dieser von der zwölften bis zur 16. Legislaturperiode bis zum Militärputsch am 12. September 1980 an. Als Nachfolger von Kamil Kırıkoğlu wurde er am 2. August 1973 Generalsekretär der CHP und bekleidete diese Funktion bis zum 21. Januar 1978, woraufhin Mustafa Üstündağ ihn ablöste.

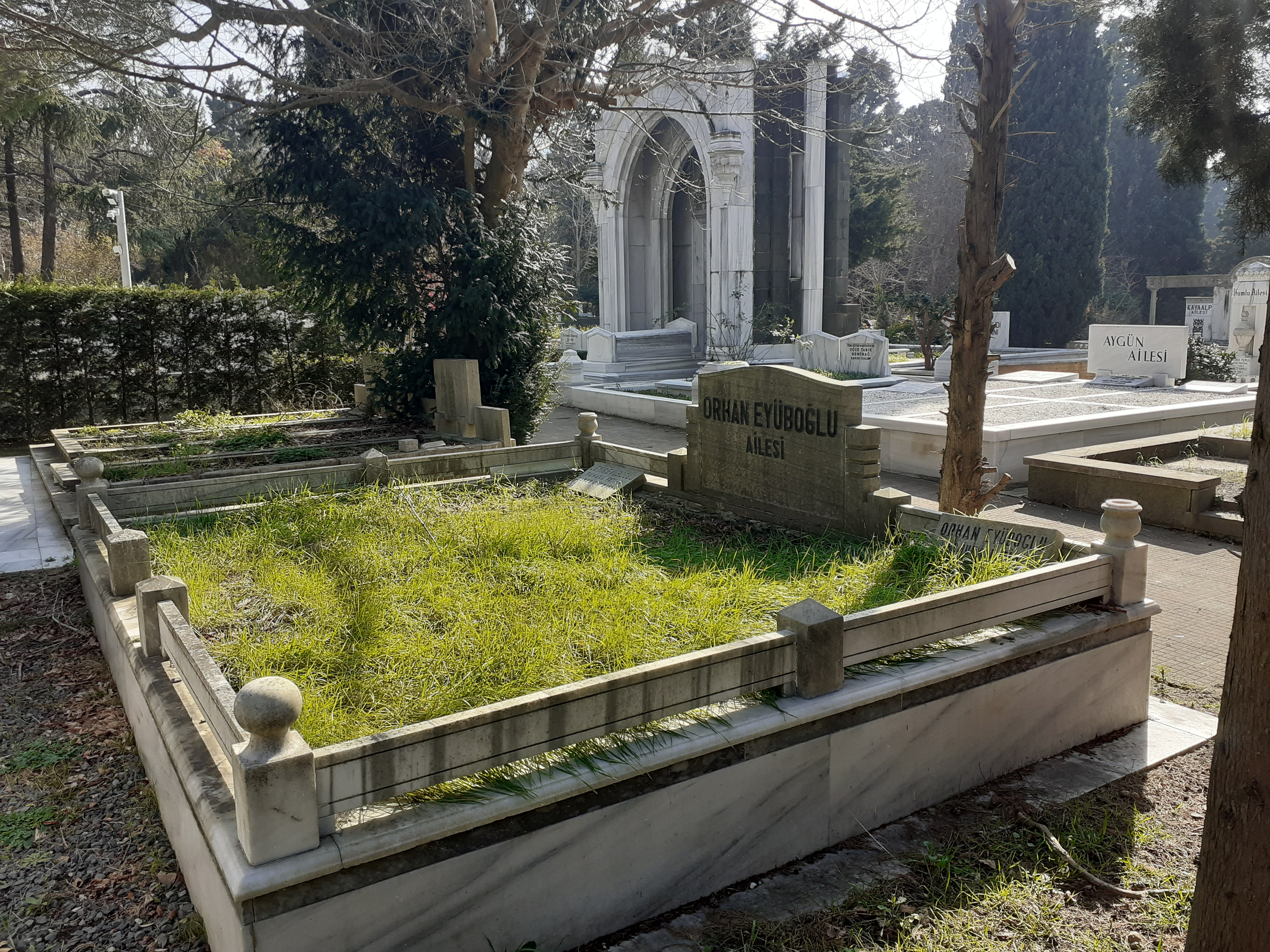
Grabstätte von Orhan Eyüboğlu auf dem Friedhof Zincirlikuyu in Istanbul.

Im Kabinett Ecevit I war Eyüboğluvom 26. Januar bis zum 17. November 1974 Staatsminister (Devlet Bakanı) Im Kabinett Ecevit II fungierte er zwischen dem 21. Juni und dem 21. Juli 1977 als stellvertretender Ministerpräsident (Başbakan Yardımcısı). Das Amt als stellvertretender Ministerpräsident bekleidete er vom 5. Januar 1978 bis zum 12. November 1979 abermals im Kabinett Ecevit III und war zugleich nach dem Ausscheiden von İrfan Özaydınlı am 2. Januar 1979 bis zum Amtsantritt von Hasan Fehmi Güneş am 16. Januar 1979 auch kommissarischer Innenminister (İçişleri Bakanı). Nach seinem Tode wurde er auf dem Friedhof Zincirlikuyu in Istanbul beigesetzt.